# アップル・ブランデー
アップル・ブランデー（Apple Brandy）とは、リンゴの果汁を醗酵させて作った醸造酒（リンゴ酒）を蒸留して作られる蒸留酒。アップル（＝リンゴ）のブランデー（＝焼いた酒＝蒸留酒）を意味する。

## 概要
アップル・ブランデーは日本国内を含む各地で作られている。その内、特定の地域で作られたものをカルヴァドス（カルバドス）と言う。したがって、カルヴァドスもアップル・ブランデーの範疇に入る。なお、他にアップル・ブランデーのことを指して、アップル・ジャックと言うこともある。
つまり、アップル・ブランデーとアップル・ジャックが全く同じ物として扱われることもある。ただし、イギリスでは、アップル・ブランデーとアップル・ジャックは、良質なものをアップル・ブランデー（基本的にカルヴァドスもこちらに入る）、そうでないものをアップル・ジャックと呼んで区別している。
このことからも判るように、アップル・ブランデーとアップル・ジャックについては、全く同じ物を意味しているわけではないこともあるので注意が必要である。

### 製法
アップル・ブランデーの製法は、ブドウの果汁を醗酵させて作った醸造酒（ワイン）を蒸留して作るブランデーと、基本的には同じと考えて良い。つまり、リンゴの果汁を醗酵させて作った醸造酒（リンゴ酒＝シードル）を蒸留して製造するわけである。なお、アップル・ブランデー、カルヴァドス、アップル・ジャックは、共に同系統の酒であることに違いは無いので、これらの製法は、基本的に大まかなところは同じである。
また、ブドウの搾りカスを原料とする、いわゆるカストリのブランデーが存在するように、リンゴの搾りカスに水を加えたものを醗酵させて作った醸造酒を蒸留して作る、いわゆるカストリのアップルブランデーも作られている。フランス語では、通常のアップル・ブランデーを「オー・ド・ヴィ・ド・シードル」、カストリのアップル・ブランデーを「オー・ド・ヴィ・ド・マール・ド・シードル」と呼んで区別する。ただし、カストリと聞くと悪いイメージを抱く者もいるが、粗悪品というわけではない。

## フルーツ・ブランデーとしての位置付け
ブドウ以外の果物を原料としたブランデーと名のつく酒を、フルーツ・ブランデーとひとくくりにし、アップル・ブランデーもフルーツ・ブランデーの一種と分類されることもある（なお、ブドウ原料の蒸留酒である通常のブランデーは、フルーツ・ブランデーには分類されず、単にブランデー、または、グレープ・ブランデーと呼ばれ、果物を原料としているのにもかかわらず、フルーツ・ブランデーとは区別される。）。フルーツ・ブランデーが作られることのある果物の種類としては、リンゴ、サクランボがよく知られている他に、スモモ、セイヨウナシ、キイチゴ、ミカン、メロンなどが挙げられる。
ただし、サクランボを原料として使っていてもチェリー・ブランデーは蒸留酒ではなくリキュールだし、この他、アプリコット・ブランデーやピーチ・ブランデーなどは、ブランデーと付くものの、蒸留酒ではなくリキュールに分類される。
フルーツ・ブランデーは、ブドウ以外の果物を醗酵させて醸造酒を作り、それを蒸留して作った蒸留酒なのである。リキュールのように、ここに何かを漬け込んだり、砂糖を加えたりはしない。この点が、名前に「ブランデー」と付いているだけのリキュールなのか、それともフルーツ・ブランデーなのかの違いである。アップル・ブランデーの場合は、名前に「ブランデー」と付いているだけのリキュールのようなことはせず、リンゴを醗酵させて作った醸造酒であるリンゴ酒（シードル）を蒸留して作った蒸留酒であり、かつブドウを原料としていないので、フルーツ・ブランデーに分類されるのである。

### チェリー・ブランデー
例えばチェリー・ブランデーの場合は、サクランボをブランデーに浸漬することで、サクランボの香味をつけて作られている。つまり、アップル・ブランデーや通常のブドウ原料のブランデーのように果汁を醗酵させて醸造酒を作ってそれを蒸留するという作り方がなされておらず、この点には注意が必要である。
ただし、例えばキルシュヴァッサーのように、サクランボの果汁（果肉だけではなく、果肉と種子を圧搾して採取する果汁）を醗酵させて作った醸造酒を、蒸留して作った蒸留酒も存在する。しかし、アップル・ブランデーのように、いわゆるカストリのものは作られていない。フルーツ・ブランデーに分類されることのある蒸留酒で、いわゆるカストリのものが作られるのは、アップル・ブランデーだけである。
ちなみに、似た名前の酒として、キルシュという酒があるが、こちらはキルシュヴァッサーにダークチェリーを浸漬させて作られた、リキュールである。
なお、これらは、そのまま飲まれることもある他、カクテルの材料としても使用される。

### アプリコット・ブランデー
アプリコット・ブランデーは、アプリコット（アンズ）の香味を加えたリキュールである。アンズをブランデーに浸漬することで作られている。そのまま飲まれることもある他、しばしばカクテルの材料としても使用される。

### ピーチ・ブランデー
ピーチ・ブランデーは、黄桃の香味を加えたリキュールである。そのまま飲まれることもある他、カクテルの材料としても使用される。これが使用されるカクテルとしては、ファジー・ネーブルなどがある。

## 主な参考文献
- 稲 保幸 『洋酒とカクテル入門』 日東書院 1987年2月10日発行 ISBN 4-528-00361-9
- 吉田 芳二郎 『カラーブックス 828 洋酒入門（第2版）』 保育社 1992年4月30日発行 ISBN 4-586-50828-0
- カルバドス (Calvados) について